# Six Jours de Cologne
Les Six Jours de Cologne (Sechstagerennen Köln en allemand) sont une ancienne course cycliste de six jours disputée à Cologne en Allemagne.
Les premiers Six Jours de Cologne sont disputés en 1928 et sont remportés par Victor Rausch et Gottfried Hürtgen. Jusqu'en 1933, six premières éditions ont lieu à la Rheinlandhalle de Ehrenfeld, sur une piste en bois de 166 mètres. Les Six Jours sont ensuite organisés de 1959 à 1998 à la Stadthalle de Cologne, également sur une piste en bois de 166 mètres.
L'Allemand Albert Fritz détient le record de victoires avec 6 succès.

## Palmarès
| Année   | Vainqueur                           | Deuxième                               | Troisième                              |
| ------- | ----------------------------------- | -------------------------------------- | -------------------------------------- |
| 1928    | Viktor Rausch Gottfried Hürtgen     | Paul Buschenhagen Theo Frankenstein    | Alfons Goossens Henri Stockelynck      |
| 1929    | Roger De Neef Alfons Goossens       | Karl Göbel Gottfried Hürtgen           | Adolphe Charlier Henri Duray           |
| 1930    | Viktor Rausch Gottfried Hürtgen     | Jan van Kempen Piet van Kempen         | Georg Kroschel Willy Rieger            |
| 1931    | Karl Göbel Adolf Schön              | Werner Miethe Gottfried Hürtgen        | Oskar Tietz Willy Rieger               |
| 1932    | Paul Broccardo Emil Richli          | Viktor Rausch Gottfried Hürtgen        | Jan Pijnenburg Piet van Kempen         |
| 1933    | Karl Göbel Adolf Schön              | Jan Pijnenburg Cor Wals                | Adolphe Charlier Werner Ippen          |
| 1934-58 | Non-disputés                        | Non-disputés                           | Non-disputés                           |
| 1959    | Klaus Bugdahl Valentin Petry        | Hans Junkermann Ferdinando Terruzzi    | Rik Van Steenbergen Heinz Vopel        |
| 1960    | Klaus Bugdahl Hans Junkermann       | Rik Van Steenbergen Günther Ziegler    | Gerrit Schulte Willi Franssen          |
| 1961    | Peter Post Rik Van Looy             | Rik Van Steenbergen Emile Severeyns    | Klaus Bugdahl Rolf Roggendorf          |
| 1962    | Rik Van Steenbergen Emile Severeyns | Palle Lykke Jensen Rolf Roggendorf     | Oskar Plattner Hans Junkermann         |
| 1963    | Peter Post Fritz Pfenninger         | Rudi Altig Hans Junkermann             | Palle Lykke Jensen Rik Van Steenbergen |
| 1964    | Peter Post Hans Junkermann          | Palle Lykke Jensen Rik Van Steenbergen | Klaus Bugdahl Sigi Renz                |
| 1965    | Rudi Altig Sigi Renz                | Peter Post Fritz Pfenninger            | Palle Lykke Jensen Freddy Eugen        |
| 1966    | Rudi Altig Dieter Kemper            | Peter Post Rik Van Steenbergen         | Klaus Bugdahl Wolfgang Schulze         |
| 1967    | Klaus Bugdahl Patrick Sercu         | Rudi Altig Sigi Renz                   | Peter Post Fritz Pfenninger            |
| 1968    | Rudi Altig Sigi Renz                | Eddy Merckx Patrick Sercu              | Horst Oldenburg Dieter Kemper          |
| 1969    | Horst Oldenburg Dieter Kemper       | Peter Post Patrick Sercu               | Rudi Altig Sigi Renz                   |
| 1970    | Peter Post Patrick Sercu            | Klaus Bugdahl Dieter Kemper            | Rudi Altig Eddy Merckx                 |
| 1971    | Rudi Altig Albert Fritz             | Wilfried Peffgen Wolfgang Schulze      | Klaus Bugdahl Alain Van Lancker        |
| 1972    | Sigi Renz Wolfgang Schulze          | Wilfried Peffgen Albert Fritz          | Leo Duyndam René Pijnen                |
| 1973    | Patrick Sercu Alain Van Lancker     | Wilfried Peffgen Albert Fritz          | Sigi Renz Wolfgang Schulze             |
| 1974    | Graeme Gilmore Dieter Kemper        | Wilfried Peffgen Patrick Sercu         | Leo Duyndam Udo Hempel                 |
| 1975    | Wilfried Peffgen Albert Fritz       | Jürgen Tschan Alain Van Lancker        | Sigi Renz Wolfgang Schulze             |
| 1976    | Wilfried Peffgen Dieter Kemper      | Günther Haritz René Pijnen             | Klaus Bugdahl Udo Hempel               |
| 1977    | Günther Haritz René Pijnen          | Wilfried Peffgen Albert Fritz          | Jürgen Tschan Wolfgang Schulze         |
| 1978    | Wilfried Peffgen Albert Fritz       | Jürgen Tschan Gregor Braun             | Günther Haritz René Pijnen             |
| 1979    | Patrick Sercu Gregor Braun          | Wilfried Peffgen Albert Fritz          | Horst Schütz René Pijnen               |
| 1980    | Danny Clark René Pijnen             | Wilfried Peffgen Gregor Braun          | Patrick Sercu Albert Fritz             |
| 1981    | Patrick Sercu Albert Fritz          | Danny Clark Wilfried Peffgen           | Donald Allan Gert Frank                |
| 1982    | Wilfried Peffgen Albert Fritz       | Patrick Sercu Gregor Braun             | Josef Kristen René Pijnen              |
| 1983    | Dietrich Thurau Albert Fritz        | Gert Frank Wilfried Peffgen            | Gregor Braun René Pijnen               |
| 1984    | Josef Kristen René Pijnen           | Horst Schütz Robert Dill-Bundi         | Dietrich Thurau Albert Fritz           |
| 1985    | Dietrich Thurau Danny Clark         | Josef Kristen Henry Rinklin            | Horst Schütz Gert Frank                |
| 1986    | Roman Hermann Sigmund Hermann       | Etienne De Wilde Stan Tourné           | Anthony Doyle Danny Clark              |
| 1987    | Dietrich Thurau René Pijnen         | Roman Hermann Josef Kristen            | Etienne De Wilde Stan Tourné           |
| 1988    | Etienne De Wilde Stan Tourné        | Anthony Doyle Hans-Henrik Ørsted       | Roman Hermann Andreas Kappes           |
| 1989    | Anthony Doyle Danny Clark           | Roman Hermann Andreas Kappes           | Etienne De Wilde Stan Tourné           |
| 1990    | Etienne De Wilde Andreas Kappes     | Volker Diehl Stan Tourné               | Remig Stumpf Jens Veggerby             |
| 1991    | Etienne De Wilde Andreas Kappes     | Pierangelo Bincoletto Bruno Holenweger | Jens Veggerby Stan Tourné              |
| 1992    | Remig Stumpf Bruno Holenweger       | Etienne De Wilde Andreas Kappes        | Jochen Görgen Jens Veggerby            |
| 1993    | Remig Stumpf Urs Freuler            | Jochen Görgen Jens Veggerby            | Pierangelo Bincoletto Roland Günther   |
| 1994    | Carsten Wolf Urs Freuler            | Etienne De Wilde Andreas Kappes        | Kurt Betschart Bruno Risi              |
| 1995    | Kurt Betschart Bruno Risi           | Dean Woods Jimmi Madsen                | Etienne De Wilde Andreas Kappes        |
| 1996    | Etienne De Wilde Andreas Kappes     | Jens Veggerby Jimmi Madsen             | Dean Woods Danny Clark                 |
| 1997    | Etienne De Wilde Olaf Ludwig        | Jens Veggerby Jimmi Madsen             | Andreas Kappes Bruno Risi              |
| 1998    | Andreas Kappes Adriano Baffi        | Silvio Martinello Marco Villa          | Jens Veggerby Jimmi Madsen             |